# Мещеряков, Павел Матвеевич
Па́вел Матве́евич Мещеряко́в (1912—1989) — подполковник Советской Армии, участник Великой Отечественной войны, Герой Советского Союза (1943).

## Биография
Павел Мещеряков родился 13 декабря 1912 года в деревне Парцы (ныне — в Кадошкинском районе Мордовии). После окончания девяти классов школы работал счетоводом. В 1935—1937 годах проходил службу в Рабоче-крестьянской Красной Армии. Демобилизовавшись, работал бухгалтером в Туркменской ССР. В мае 1942 года Мещеряков повторно был призван в армию. В декабре того же года он окончил Харьковское артиллерийское училище. С марта 1943 года — на фронтах Великой Отечественной войны. В 1944 году окончил курсы усовершенствования командного состава. В боях был ранен.
К октябрю 1943 года лейтенант Павел Мещеряков командовал артиллерийским взводом 43-го стрелкового полка 106-й стрелковой дивизии 65-й армии Центрального фронта. Отличился во время битвы за Днепр. 15 октября 1943 года Мещеряков с передовой группой переправился через Днепр в районе посёлка Лоев Гомельской области Белорусской ССР и принял активное участие в боях за захват и удержание плацдарма на его западном берегу, уничтожив большое количество огневых точек противника.
Указом Президиума Верховного Совета СССР от 30 октября 1943 года за «образцовое выполнение боевых заданий командования на фронте борьбы с немецкими захватчиками и проявленные при этом мужество и героизм» лейтенант Павел Мещеряков был удостоен высокого звания Героя Советского Союза с вручением ордена Ленина и медали «Золотая Звезда» за номером 2205.
После окончания войны Мещеряков продолжил службу в Советской Армии. В 1967 году в звании подполковника он был уволен в запас. Проживал и работал сначала в Рыбинске, затем в Гомеле. Скончался 1 мая 1989 года, похоронен в Гомеле.

## Награды
Указом Президиума Верховного Совета СССР от 30 октября 1943 года за «образцовое выполнение боевых заданий командования на фронте борьбы с немецкими захватчиками и проявленные при этом мужество и героизм» лейтенант Павел Мещеряков был удостоен высокого звания Героя Советского Союза с вручением ордена Ленина и медали «Золотая Звезда» за номером 2205.
Был также награждён орденами Отечественной войны I и II степеней, двумя орденами Красной Звезды, рядом медалей.

## Память
- Мемориальная доска Герою Советского Союза Мещерякову Павлу Матвеевичу установлена в Гомеле на доме по ул. Тельмана, в котором он жил с 1967 по 1989 годы.
- Стела в честь П. М. Мещерякова установлена на Аллее Героев в Гомеле (ул. Советская)[2][3].